# قرقیز (ازبکستان)
قرقیز (به ازبکی: Kyrkkyz) یک منطقهٔ مسکونی در ازبکستان است که در شهرستان قونغیرات واقع شده‌است. قرقیز ۱٬۰۰۰ نفر جمعیت دارد.